# Scipio Africanus
För andra betydelser, se Scipio.

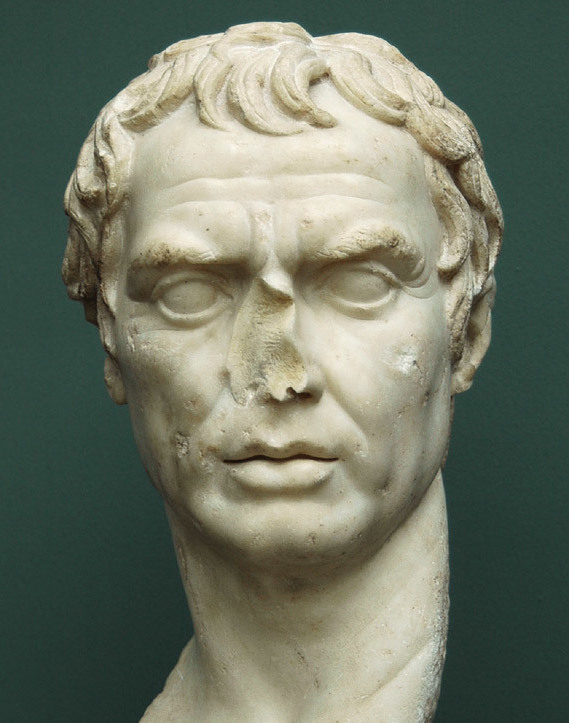
Byst från Scipionernas grav som tros föreställa Scipio Africanus

Publius Cornelius Scipio Africanus, född 236 f.Kr. i Rom, död 183 f.Kr., var en romersk politiker och general i andra puniska kriget. Han blev framförallt känd för att ha besegrat den karthagiske fältherren Hannibal i slaget vid Zama år 202 f.Kr., och hans seger i Karthago var en bedrift som gav honom tillnamnet Africanus.

## Biografi
Som tonåring deltog Scipio i strider mot Hannibal vid Ticinus år 218 och Cannae 216. Han blev edil år 212 och gjordes efter sin fars och farbrors död på egen begäran till prokonsul och bekläddes med överbefälet i Spanien vid 27 års ålder. Genom en djärv överrumpling intog han, hjälpt av de kartagiska krigsherrarnas oenighet, det kartagiska Spaniens huvudstad, Carthago Nova, varigenom han fick ett oerhört byte och en förträfflig hamn. På fyra år gjorde han sig till herre över hela det stora rike, som ätten Barkas under stora uppoffringar grundlagt på den iberiska halvön. De spanska stammarna intog han genom sin bland de hårda romarna ovanliga mildhet. Med Kartagos numidiska lydfurstar förstod han skickligt att inleda förbindelser, men Hannibals bror Hasdrubal avtåg till undsättning åt den i Italien kämpande hjälten mäktade han inte hindra. 
Efter fulländandet av Spaniens erövring (206) genom intagandet av Gabes kunde han 204 överflytta kriget till Afrika, där han förskansade sig och tillintetgjorde två kartagiska härar. Hans segrar tvingade snart Kartago att återkalla Hannibal från Italien. De båda fältherrarna underhandlade om fred, men Roms fredsvillkor var för hårda, och vapnen måste avgöra saken. Vid Zama år 202 f.Kr. gick Hannibals stjärna för alltid ned. En förödmjukande fred gjorde slut på Kartagos storhet, trots att dess tillvaro som stat ännu för ett halvt århundrade räddades. Därmed hade den avgörande vändningen inträtt i den stora kampen om herraväldet över länderna runt Medelhavet. Scipio Africanus firade sin seger med en lysande triumf, men uppträdde med takt och moderation. 
Under de följande åren beklädde Scipio i rask följd efter varandra republikens högsta värdigheter. I det krig, som Hannibal förmått kung Antiochos av Syrien att inleda mot Rom, var det till namnet Lucius Cornelius Scipio Asiaticus, en bror till Publius, men till gagnet denne själv, som förde befälet och tillfogade Antiochos det avgörande nederlaget vid Magnesia år 190 f.Kr. För bägge bröderna skulle dock denna seger leda till obehagliga följder. Publius uppträdde då för tiden med en mer än kunglig ståt och med en stolthet, som illa stämde överens med det republikanska lynnet. Genom sin tillgivenhet för den hellenska bildningen kom han i delo med det gammalromerska partiet och dess ledare Cato den äldre, och en genom Publius åtgörande utebliven redovisning för en del av det asiatiska bytet ådrog bröderna en anklagelse för försnillning. Lucius blev med rätt eller orätt dömd till böter; Publius undgick denna skymf genom sin lysande vältalighet och sin stora popularitet. Han drog sig tillbaka till sina gods och avled där vid några och femtio års ålder, samma år som Hannibal. 
Han var en skicklig strateg och taktiker och hade en sällsynt förmåga att inge sina soldater förtroende. Högt bildad, kunde han – sällsynt nog för en av den tidens romare – tala grekiska fullkomligt ledigt. Mot politiska fiender var han hård, mot andra tillmötesgående och human. Som porträtt av Scipio Africanus utges en mängd antika byster, men ingen av dem har kunnat uppvisas som fullt autentisk. 
Nästan 2 000 år efter hans död blev Scipios öden och äventyr ramhandling för en opera av Händel.